# Nelly Tocqueville
Pour les articles homonymes, voir Tocqueville.
Nelly Tocqueville, née le 2 mai 1950 à Nogent-le-Rotrou, est une femme politique française.

## Biographie
Professeur de français et d'histoire-géographie à la retraite, Nelly Tocqueville exerce la fonction de maire de la commune de Saint-Pierre-de-Manneville depuis mars 2001. En 2008, elle devient également vice-présidente de la CREA (devenue Métropole Rouen Normandie en 2015), chargée des petites communes et occupe en parallèle le poste de présidente de la société anonyme d'habitations à loyer modéré Logéal Immobilière.
Elle est élue sénatrice de la Seine-Maritime le 28 septembre 2014.
Elle est élue conseillère municipale de Maromme (76) le 15 mars 2020 sur la liste du maire sortant David Lamiray arrivée en tête avec 83,33 %.